# Lendemains de cendres
Lendemains de cendres est un album de bande dessinée.
- Scénario, dessins et couleurs : Séra

## Publication

### Éditeurs
- Delcourt (collection Mirages) : première édition ( (ISBN 978-2-7560-0623-9), 2007).